# Крумица
Крумица (на гръцки: Μετόχι Χουρμίτσας) е бивш руски православен скит на Света гора, подчинен на руския манастир „Свети Пантелеймон“, сега със статут на метох на манастира. Понастоящем има голямо стопанство с лозя, маслинови и овощни градини и др.

## История
Бившият скит е известен и с руските наименования „Кромица“, „Кромница“ и „Крумница“, докато гърците го наричат „Хромайтиса“ и „Хормицино“. Основан е през ХVІІ век и оттогава принадлежи на „Свети Пантелеймон“.
До 1850 г. районът е необроботен, и няма никакви постройки с изключение на две малки килии: едната построена през 1836 г. с църква, посветена на Рождество на Пресвета Богородица, впоследствие опожарена и след възстановяването и преименувана в чест на иконата на богородица Иверска, и другата – с църква посветена на Свети Пантелеймон.
След като земята за известно време е заложена от гръцки монаси, руският манастир я откупва и постепенно местността започва да се облагородява. Съществен принос за това има българският схимонах Йоаникий, който започва засаждането на лозя, маслинови и овощни градини. По същото време навътре в сушата е построена и нова църква, посветена на преподобния Платон Студийски и Света Татяна. Постепенно скитът се разраства и се построяват множество нови сгради – килии, трапезария, кухня, нов храм посветен на иконата на Богородица Казанска, осветен на 8 юли 1882 г.
Броят на монасите достига до 100 души. След 1917 година скитът запада и е изоставен. След 1990 г. започва неговото възстановяване като метох на Пантелеймоновия манастир.